# Kapitulacja Japonii

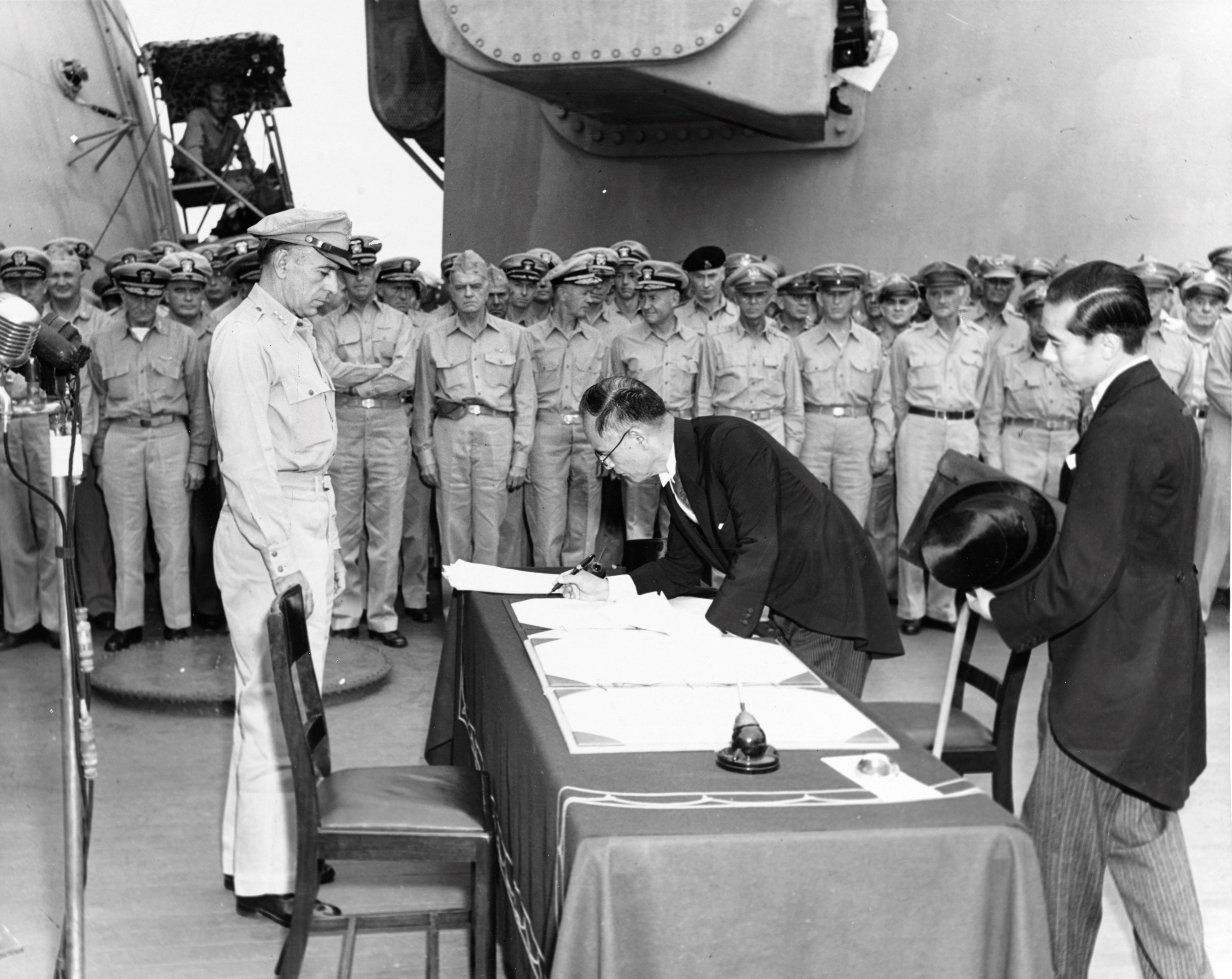
Japoński minister spraw zagranicznych Mamoru Shigemitsu podpisuje akt bezwarunkowej kapitulacji

Yoshijirō Umezu podpisuje akt kapitulacji

Kapitulacja Japonii – akt bezwarunkowej kapitulacji Cesarstwa Japonii kończący II wojnę światową, podpisany 2 września 1945 roku.

## Okoliczności
Latem 1945 roku Japonia była pokonana militarnie. Nadal jednak odmawiała podpisania aktu bezwarunkowej kapitulacji wymaganej przez deklarację poczdamską. W sierpniu zadano więc Japonii trzy ciosy, które ją do tego zmusiły: 6 sierpnia Stany Zjednoczone zrzuciły pierwszą bombę atomową na Hiroszimę, 8 sierpnia ZSRR wypowiedział Japonii wojnę, rozpoczynając błyskawiczną ofensywę przeciw Armii Kwantuńskiej w Mandżukuo, a 9 sierpnia druga amerykańska bomba atomowa spadła na Nagasaki.
W dniu 14 sierpnia, mimo sprzeciwów ze strony wojskowych, cesarz Hirohito zdecydował się na „coś, co było nie do pomyślenia”. Tego samego dnia zwołał posiedzenie gabinetu i wygłosił mowę, która jego samego doprowadziła do łez i wywołała szloch na sali. Zażądał przygotowania reskryptu kapitulacyjnego i ofiarował się wygłosić orędzie, aby naród pogodził się z kapitulacją. Tego samego dnia nagrał na płycie przemówienie, które nadano przez radio następnego dnia w południe. Zostało ono wygłoszone formalnym, dworskim (klasycznym) językiem, co przy złej jakości przekazu radiowego spowodowało, że dla zwykłych ludzi było mało zrozumiałe. Cesarz nie odniósł się w nim bezpośrednio do kapitulacji, ale jedynie stwierdził, iż rząd został poinstruowany do przyjęcia warunków Deklaracji poczdamskiej.
Skutkiem ogłoszenia kapitulacji było faktyczne zawieszenie broni między Japonią a państwami zachodnimi, aczkolwiek dochodziło jeszcze do incydentów, z których ostatnim było ostrzelanie amerykańskich samolotów rozpoznawczych B-32 nad Tokio 18 sierpnia. Walki nadal trwały z armią radziecką, w Chinach i na oddalonych garnizonach na wyspach.

## Podpisanie
Kończący II wojnę światową akt bezwarunkowej kapitulacji Cesarstwa Wielkiej Japonii podpisano 2 września 1945 roku o godzinie 9:00 na pokładzie zakotwiczonego w Zatoce Tokijskiej pancernika USS „Missouri”. Podpisy na akcie kapitulacji złożyli gen. Douglas MacArthur jako przedstawiciel całych sił alianckich i minister spraw zagranicznych Japonii Mamoru Shigemitsu wraz z generałem Yoshijirō Umezu, a także przedstawiciele: Stanów Zjednoczonych (admirał Chester Nimitz), ZSRR (gen. Kuźma Dieriewianko), Chin (gen. Xu Yongchang), Wielkiej Brytanii (adm. Bruce Fraser), Australii (gen. Thomas Blamey), Kanady (płk Lawrence Moore Cosgrave), Francji (gen. Philippe Marie Leclerc), Holandii (admirał Conrad Helfrich) oraz Nowej Zelandii (wicemarszałek Leonard Monk Isitt).

## Konsekwencje
Po kapitulacji Japonia do 28 kwietnia 1952 roku znajdowała się pod okupacją wojsk sojuszniczych, na czele których stał głównodowodzący z USA, będący również przewodniczącym Sojuszniczej Rady dla Japonii. Nowa Konstytucja Japonii zakazała jej tworzenia sił zbrojnych.
8 września 1951 odbyła się konferencja pokojowa w San Francisco, Japonia podpisała traktat pokojowy oraz traktat bezpieczeństwa ze Stanami Zjednoczonymi.